# Mount Lister
Mount Lister ist mit einer Höhe von 4025 m der höchste Berg der Royal Society Range im ostantarktischen Viktorialand. 
Er wurde von Teilnehmern der Discovery-Expedition (1901–1904) unter der Leitung des britischen Polarforschers Robert Falcon Scott entdeckt, der ihn nach dem Mediziner Joseph Lister, 1. Baron Lister (1827–1912) benannte, dem Präsidenten der Royal Society von 1895 bis 1900.